# Mordellistena maroccana
Mordellistena maroccana es una especie de coleóptero de la familia Mordellidae.

## Distribución geográfica
Habita en Marruecos.